# Seefahrtschule Lübeck
In der Seefahrtschule Lübeck wurden zwischen 1808 und 1993 Kapitäne und Steuerleute der Handelsmarine für alle Fahrtbereiche einschließlich der Hochsee- und Küstenfischerei zum Erwerb des entsprechenden Befähigungszeugnis ausgebildet.
1969 veranlasste die Landesregierung Schleswig-Holstein die Aufteilung der Seefahrtschule Lübeck in den Fachbereich Seefahrt an der Fachhochschule Lübeck und in die Fachschule für Seefahrt Lübeck.

## Geschichte

Gebäude der Seefahrtschule über den Resten des Kaisertors um 1900

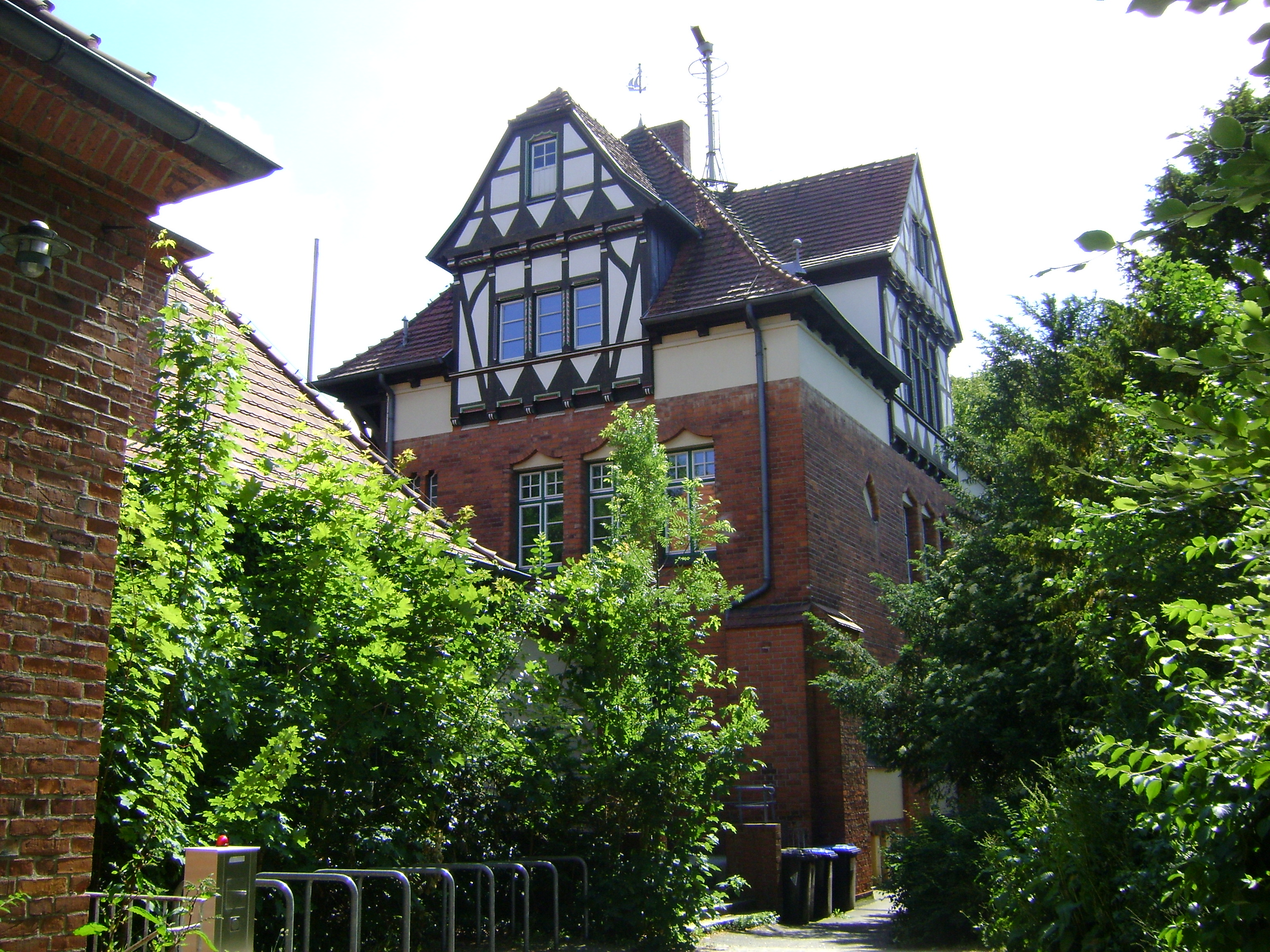
Zugang zum Gebäude der ehemaligen Seefahrtschule Lübeck (2009)

Die Lübecker Seefahrtschule wurde auf Betreiben des Direktors der Gesellschaft zur Beförderung gemeinnütziger Tätigkeit, Ludwig Suhl, am 5. April 1808 gegründet. Der Steuermann Johann Hinrich Sahn begann am 27. Juli 1808 als Leiter der Schule und als ihr erster Lehrer mit 17 Steuermannschülern den Unterricht in einem vom Bürgermeister Mattheus Rodde zur Verfügung gestellten Zimmer in der Breiten Straße. Nach etwa 20 Jahren praktischer Seefahrtszeit hatte Sahn schon zuvor über 15 Jahre lang als Privatlehrer Seeleute in der Steuermannskunst unterwiesen.
Die Freie und Hansestadt Lübeck übernahm aus finanziellen Gründen 1825 die Trägerschaft der Navigationsschule, die am 28. August 1826 in das neu errichtete „Gebäude zur Lehranstalt für die Schiffahrtskunde“ auf dem Wall beim Kaisertor einzog.
Der spätere Stadtbaudirektor Johannes Baltzer leitete um 1900 als Bauinspektor den Neubau des Seefahrtschulgebäudes (siehe Foto oben).
Zum Erwerb ihrer Befähigungszeugnisse (Patente) wurden im Laufe der Entwicklung der Lübecker Seefahrtschule neben der navigatorischen Ausbildung für Handelsschiffsnautiker, für Hochsee- und Küstenfischer sowie auch für Seemaschinisten und Seefunker technische Einrichtungen und Studiengänge geschaffen.
Navigationslehrgänge für Piloten der Lufthansa, die im Lübecker Stadtteil Travemünde einen Seefliegerhorst betrieb, wurden durchgeführt. Siehe hierzu auch Decca-Navigationssystem unter „Ursprünge“.
Als die Hansestadt Lübeck durch das Groß-Hamburg-Gesetz ihre Reichsfreiheit verlor, wurde in der Folge die Lübecker Seefahrtschule zur Reichsseefahrtschule Lübeck ernannt und in den Geschäftsbereich des Reichskultusministers eingegliedert.
Die 1905 an der Schule übernommene Maschinistenausbildung musste per Verfügung des Reichskultusministers 1938 eingestellt werden wie ein Jahr später auch die bereits 1927 eingeführte Seefunkerausbildung.
Nach dem Zweiten Weltkrieg wurde 1947 unter der Leitung von Seefahrtschuldirektor Peter der 1942 wegen der Kriegswirren eingestellte Lehrbetrieb einschließlich der Seefunkerausbildung wieder aufgenommen.
Die Trägerschaft der Seefahrtschule Lübeck und das Eigentum an dem Seefahrtschulgebäude gingen auf das Land Schleswig-Holstein über.
Die Teilung der Seefahrtschule Lübeck in den Fachbereich Seefahrt der Fachhochschule Lübeck und in die Fachschule für Seefahrt am Kaisertor erfolgte 1969.
Der Unterricht im Fachbereich Seefahrt zum Erwerb des Patents AG (Kapitän auf Großer Fahrt) wurde dadurch zum Erliegen gebracht, dass die Landesregierung Schleswig-Holstein die Neuaufnahme von Studenten untersagte.
Die in Fachkreisen und bei Reedereien sehr angesehene Seefahrtschule wurde auf Beschluss im Jahr 1991 und auf Anordnung der Landesregierung gegen das Votum der Schulkonferenz zum 31. Juli 1993 an die Fachhochschule Flensburg verlegt.